# 德清莫干山机场
德清莫干山机场位于中国浙江省湖州莫干山高新技术产业开发区通用航空产业园（通航智造小镇），是距离杭州最近的一类通用机场。
机场拥有一条长600米的通航机场跑道（将延伸至1800米，以具备公务机飞行能力）。机场规划面积27.6平方公里，设有航站楼、办公楼、54000平方米停机坪，有25个固定翼停机位和19个直升机停机位，同时还配套了6700平方米的机库。

## 历史
2018年10月8日，德清莫干山机场获得民航华东管理局颁发的“A1通用机场使用许可证”(许可证号：GA2018EC0075OI）。
2018年11月30日，颁证暨首航仪式举行。
2019年5月22日，国际航空运输协会（IATA）颁发三字代码DEQ。为全国第一个拥有机场三字代码的通用机场。

## 空中交通服务通信设施通信频率
塔台：122.1MHz

## 预计航点
仅为预计航线或试营业航线
- 华夏通用航空有限公司：舟山、横店。机型：大棕熊100、塞斯纳208B。
- 如意航空：低空旅游。机型：如意CH2000。